# Toramana
Toramana (o anche Toramana Shahi Jauvla, Gupta:  Toramāṇa,; fl. V-VI secolo) fu un sovrano degli Unni Alchon che governò nel nord dell'India tra la fine del V secolo e l'inizio del VI secolo d.C.. 
Toramana consolidò il potere degli Unni Alchon nel Punjab (regione tra il Pakistan e l'India nordoccidentale) e conquistò il nord e il centro dell'India, compresa Eran nel Madhya Pradesh. Toramana è descritto nelle iscrizioni con il titolo di "Grande Re dei Re" (Mahārājadhirāja ), sovrapponibile a quello di imperatore.

## Panoramica
La storia di Toramana ci è pervenuta grazie al poema indiano Rajatarangini, nonché ad alcune monete ed iscrizioni.
L'iscrizione Sanjeli di Toramana racconta della sua conquista e del controllo sulla Malwa e sul Gujarat. Il suo impero si estendeva all'Uttar Pradesh, al Rajasthan e al Kashmir. Segni della sua presenza sono riscontrabili anche nel Kausambi, dove sono stati rinvenuti alcuni dei suoi sigilli.
L'iscrizione di Rīsthal, rinvenuta nel 1983, narra della sua sconfitta per mano del re Aulikara Prakashadharma del Malwa.

### Iscrizione del Punjab
Un'iscrizione trovata a Kura nel Salt Range registra la costruzione di un monastero buddista da parte di una persona di nome Rotta Siddhavriddhi durante il regno del sovrano unno Toramana. Il donatore esprime il desiderio che il merito religioso ottenuto dal suo dono sia condiviso con lui, il re e i membri della sua famiglia. Nell'iscrizione di Khurā (495-500, dal Salt Range nel Punjab e ora a Lahore), Toramana assume i titoli regali indiani oltre a quelli dell'Asia centrale: Rājādhirāja Mahārāja Toramāṇa Shahi Jauvla, nei quali Shahi viene considerato il titolo regale mentre Jauvla un epiteto o Biruda. Questa è una registrazione buddista in sanscrito ibrido che attesta la donazione di un monastero (vihāra) ai membri della scuola Mahīśāsaka.

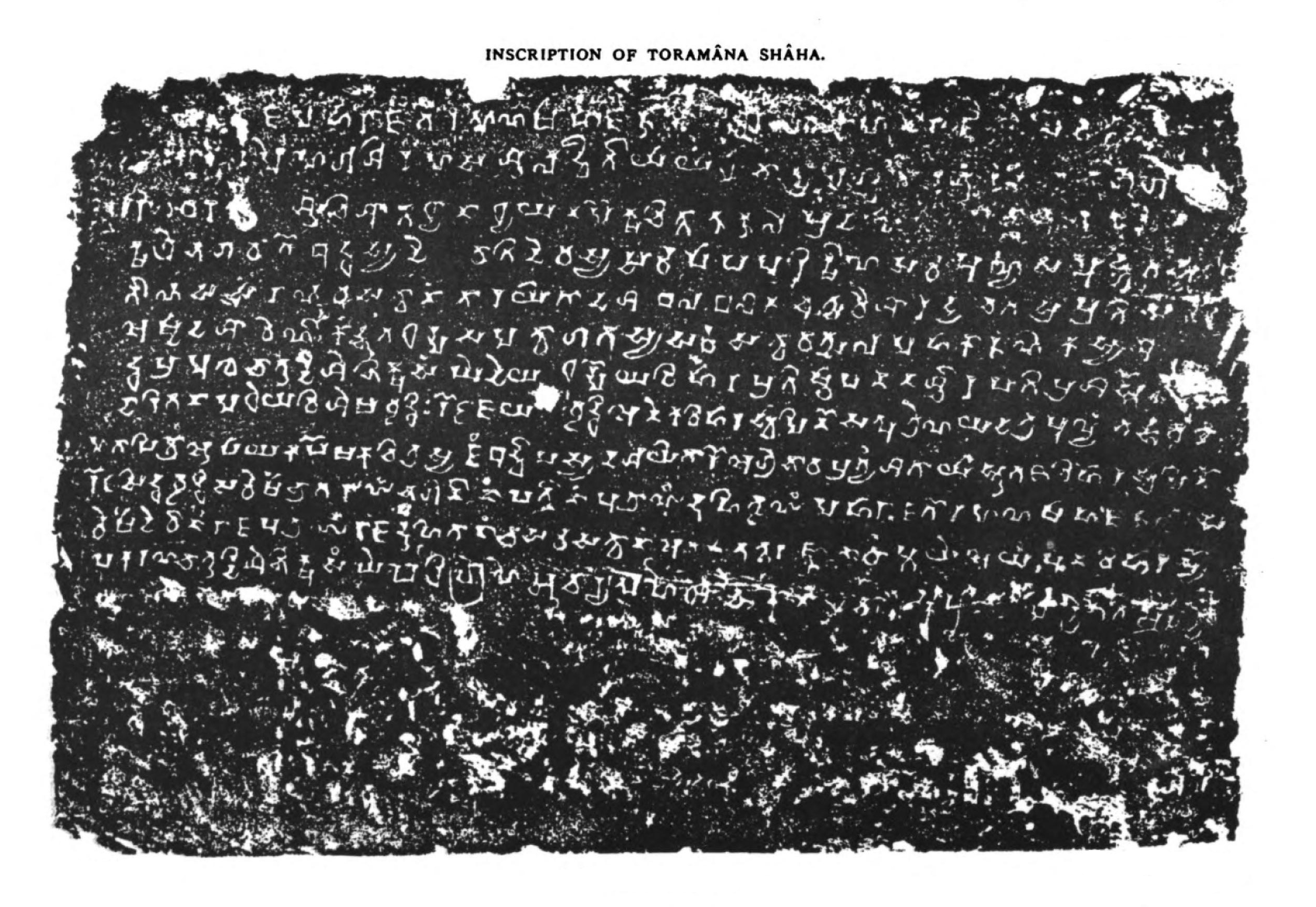
L'iscrizione di Kura di Toramana. Il testo comincia con "Nel regno prospero del Re dei Re, il Grande Re Toramana Shahi Jauhkha". Il nome di Toramana appare nella prima linea dell'iscrizione.

### Iscrizione di Gwalior di Mihirakula

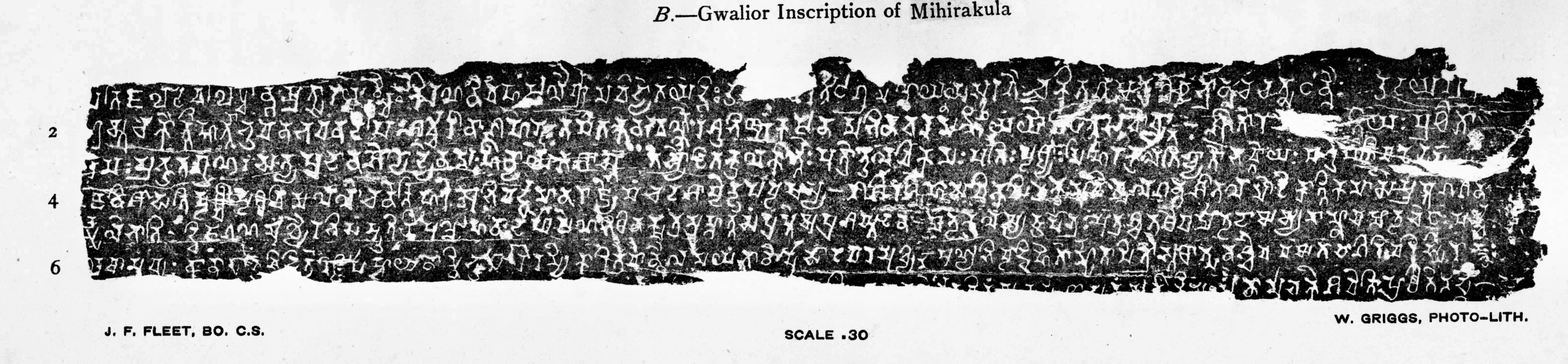
L'iscrizione di Gwalior di Mihirakula è un elogio al re Toramana.

Nell'iscrizione di Gwalior di Mihirakula, scritta in sanscrito, Toramana è descritto così:

### Iscrizione del Cinghiale di Eran

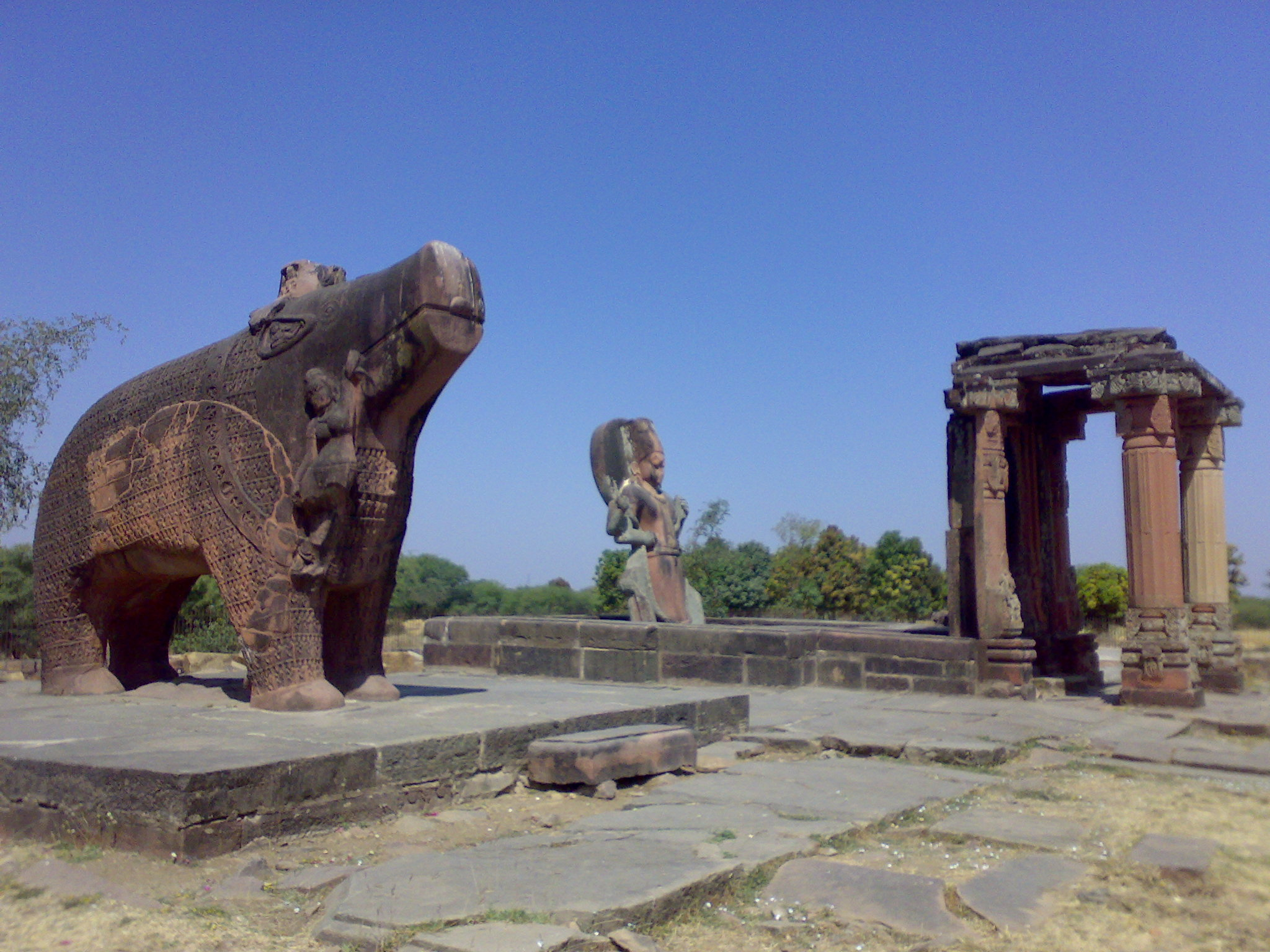
Il cinghiale di Eran, sulla sinistra, su cui è presente un'iscrizione che narra delle gesta di Toramana.

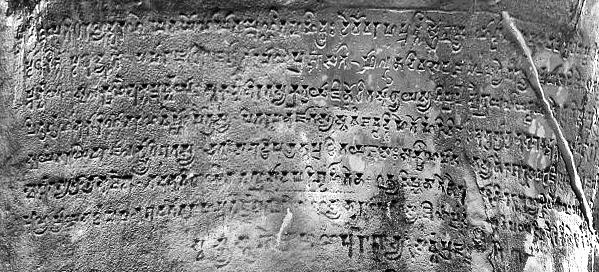
L'iscrizione del cinghiale di Eran.

L'iscrizione del cinghiale di Eran (a Malwa, 540 km a sud di Nuova Delhi, nello stato del Madhya Pradesh) risale al primo anno del regno di Toramana ed indica che l'est di Malwa era incluso nel suo dominio. L'iscrizione del cinghiale di Eran fu eretta in onore della divinità Vishù nel suo avatar Varaha.
(Iscrizione del cinghiale di Eran)
La statua della divinità ha la forma di un cinghiale, con incisioni che lo mostrano a protezione dei rishi e a sostegno del Dharma. La statua contiene inoltre iscrizioni in sanscrito incise sul collo del cinghiale, in otto linee di scrittura brahmi. Registra anche la costruzione del tempio in cui si trova l'attuale immagine di Varaha, ad opera di Dhanyavishnu, il fratello minore del defunto Maharaja Matrivishnu. La prima riga dell'iscrizione, incisa dopo il 484/485 d.C., menziona il Maharajadhiraja Toramana e recita:
(Iscrizione del cinghiale di Eran.)

### Saccheggio di Kausambi
La presenza di sigilli a nome di Toramana e Hunaraja a Kausambi suggerisce che la città fu probabilmente saccheggiata dagli Alkhon sotto Toramana negli anni 497-500.

### Sconfitta

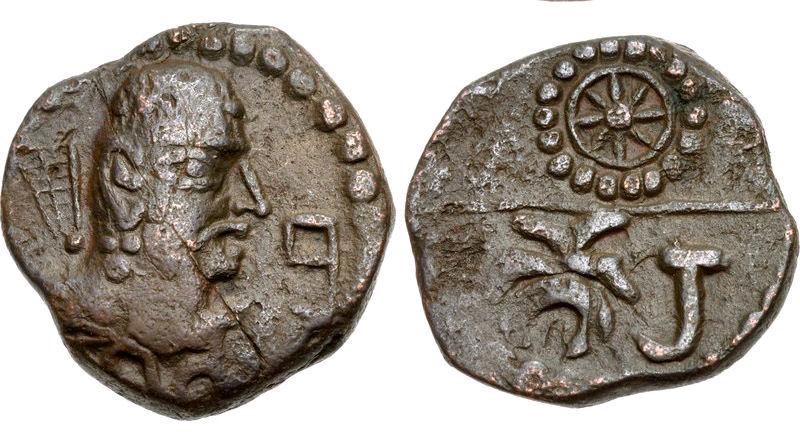
Moneta di Toramana. Le iniziali Tora in scrittura brahmi appaiono a grandi lettere sul retro, sotto il disegno della ruota solare.

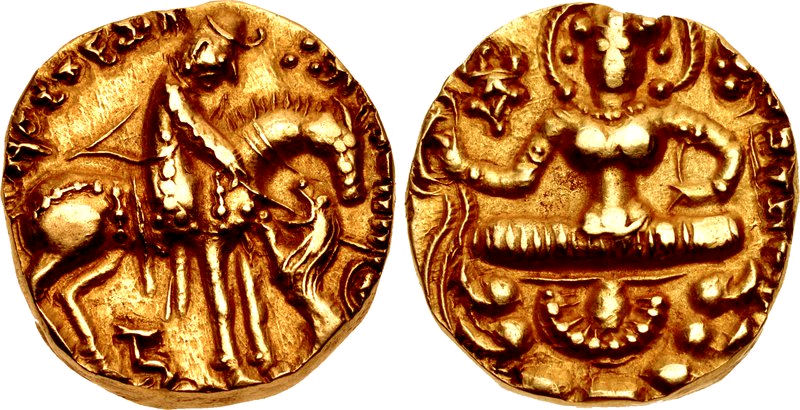
Una rara moneta d'oro di Toramana con Lakshmi sul retro (circa 490-515), ispirata alle monete contemporanee dei Gupta, come quelle di Narasimhagupta Baladitya. La leggenda sul fronte recita: Il signore della terra, Toramana, conquistata la terra, vince il Cielo".

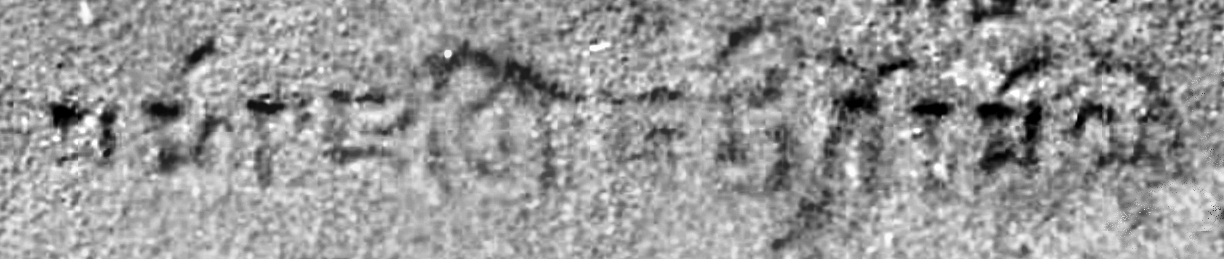
L'iscrizione (Il grande re dei re, il signore Toramana"), in scrittura Gupta, nell'iscrizione del cinghiale di Eran.

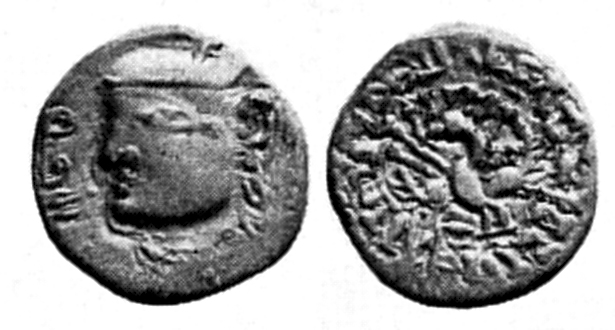
Moneta d'argento di Toramana nello stile dell'Impero Gupta occidentale, con il pavone Gupta e la leggenda brahmi sul retro. La moneta, simile a quella d'argento di Skandagupta, presenta tuttavia una sostanziale differenza: il volto di Toramana è rivolto a sinistra, mentre era usanza tra i Gupta rivolgere il volto dei loro sovrani verso destra. Questo potrebbe essere un'evidenza dell'antagonismo tra i due imperi. Sul verso è incisa la data 52.

Secondo l'iscrizione sulla lastra di pietra di Rishtal, scoperta nel 1983, il re Aulikara Prakashadharma di Malwa lo sconfisse nel 515 d.C.
Toramana potrebbe anche essere stato sconfitto dall'Imperatore indiano Bhanugupta dell'Impero Gupta nel 510 d.C. secondo l'iscrizione di Eran, anche se la "grande battaglia" a cui partecipò Bhanagupta non è specificata nel testo.
Alcune monete d'argento di Toramana seguivano lo stile delle monete d'argento dei Gupta. L'unica differenza è che il verso presenta la testa del re girata a sinistra. Il rovescio conserva il pavone dalla coda a ventaglio e la leggenda inscritta è quasi simile, tranne che per l'ovvio cambio di nome in Toramana Deva.
Un'opera jaina dell'VIII secolo, il Kuvalayamala, afferma che Toramana visse a Pavvaiya sulle rive del Chandrabhaga e godette della sovranità del mondo.

## Successore
Il successore di Toramana fu suo figlio, Mihirakula.